# 上海市公共交通总公司
上海市公共交通总公司，简称公交总公司。为1988年11月，在上海市公共交通公司的基础上建立。公司实行总公司、公司、车队与车间的三级管理。截至1996年，公交总公司下辖第一、二、三、四、五汽车公司，第一、二、三电车公司，浦东、金山、崇明、宝山公交公司，长途客运公司、电车供电所、上海客车厂、电车厂、客车修理厂、轮胎翻修厂、客车配件厂、公交附件厂、客车附件二厂、公交配件厂、公用设备阀门厂，以及驾驶员培训部、职工中专学校、技工学校、月票营业所、广告公司等相关直属单位。1996年，由于上海市政府推行公交改革，上海市公共交通总公司撤销。